# .357 매그넘

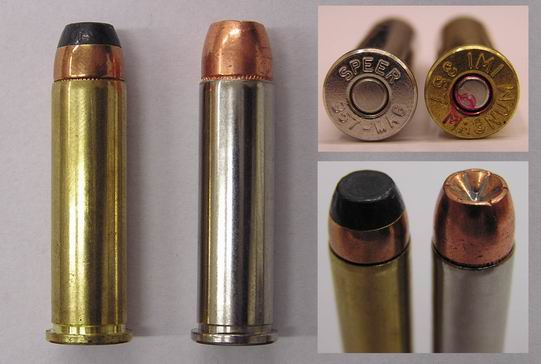
.357 매그넘 탄약

.357 스미스 & 웨슨 매그넘, .357 S&W 매그넘, .357 매그넘(.357 Magnum) 또는 9×33mmR (비공식 미터법 명칭)은 0.357 in (9.07 mm) 총알 지름을 가진 무연 화약 탄약통이다. 이것은 엘머 키스, 필립 B. 샤프, 그리고 스미스 & 웨슨과 윈체스터의 화기 제조업체인 더글러스 B. 웨슨이 만들었다. .357 매그넘 탄약은 매우 효과적인 종말 탄도학으로 유명하다.
.357 매그넘 탄약은 스미스 & 웨슨의 이전 .38 스페셜 탄약에 기반을 두고 있다. 1935년에 도입되었으며, 그 이후로 널리 사용되고 있다.

## 디자인

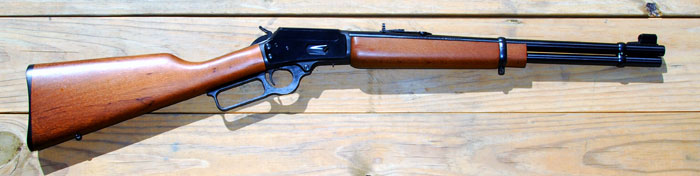
마를린 모델 1894C – .357 매그넘을 사용하는 카빈으로, 리볼버와 짝을 이룬다.

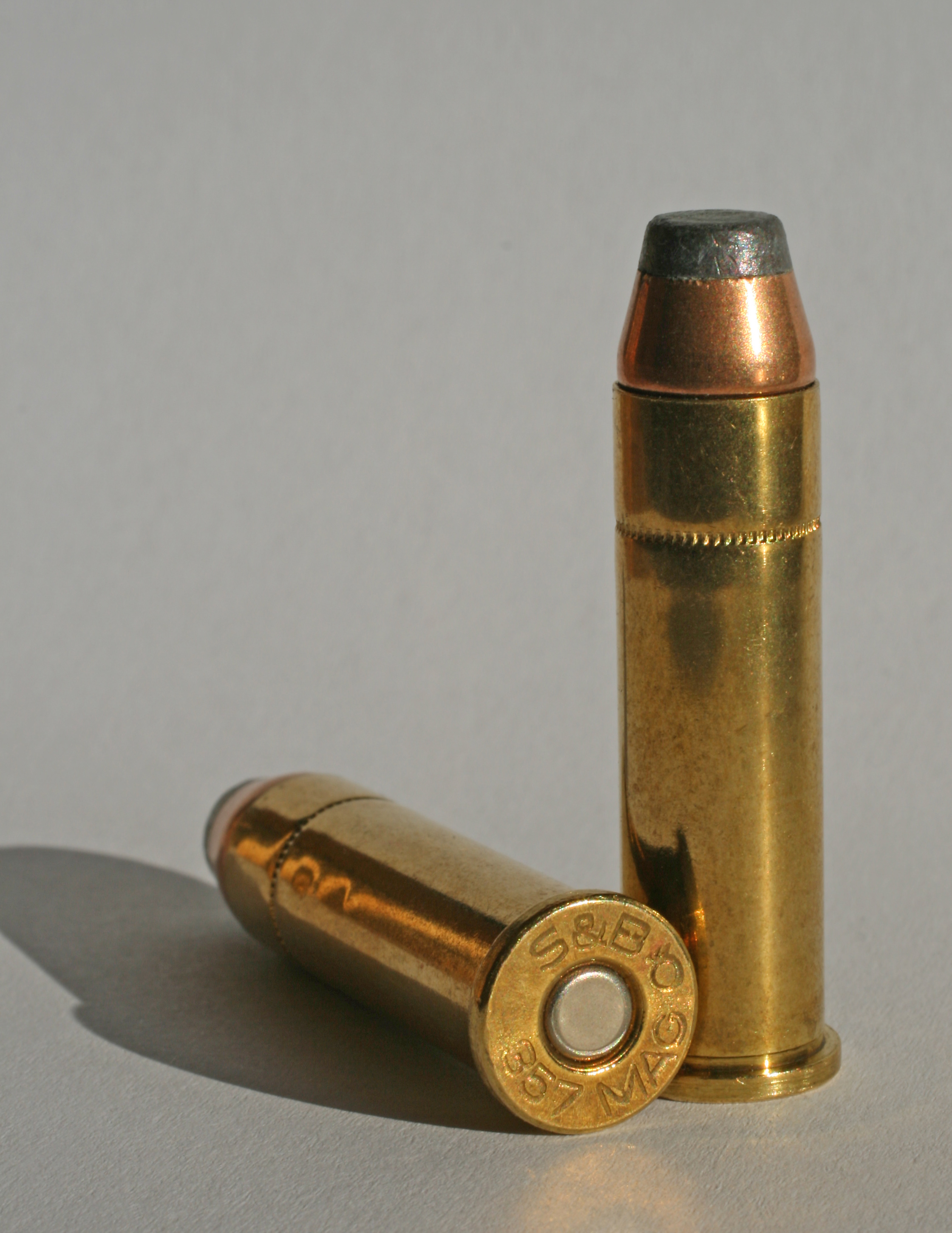
아래쪽과 옆쪽에서 본 .357 매그넘 탄약 두 개

.357 매그넘은 1930년대 초중반에 걸쳐 콜트의 .38 슈퍼 오토매틱에 직접적으로 대응하기 위해 여러 개인이 협력하여 개발되었다. 당시 .38 슈퍼는 자동차 커버와 전간기에 막 등장하기 시작한 초기 방탄복을 뚫을 수 있는 유일한 미국 권총 탄약이었다. 당시 테스트 결과 이 방탄복은 약 1,000 피트 매 초 (300 m/s) 미만의 속도로 움직이는 어떤 권총 탄도 막아냈다. 콜트의 .38 슈퍼 오토매틱은 이 속도를 겨우 넘어서서 밀주업자와 갱스터들이 은신처로 사용하던 자동차 문과 방탄복을 뚫을 수 있었다.
.38 스페셜과 .357 매그넘은 구경이 다른 것처럼 보이지만, 실제로는 0.357 인치 (9.07 mm)로 총알 지름이 동일하다. .38 스페셜이라는 명칭은 이전의 힐드 총알 (예: .38 쇼트 콜트 및 .38 롱 콜트) 사용과 관련이 있으며, 이는 탄피와 동일한 지름이었다. .38 스페셜과 .357 매그넘 간의 유일한 외부 치수 차이는 탄피 길이이다. 이는 .357 매그넘의 더 높은 약실 압력을 위해 설계되지 않은 .38 스페셜 리볼버에 .357 매그넘 탄약이 우발적으로 장전되는 것을 방지하기 위함이었다. .38 스페셜 탄약이 원래 흑색화약 탄약이었고, .357 매그넘은 훨씬 밀도가 높은 무연 화약을 사용하여 개발되었기 때문에, 탄피 길이 증가는 탄피 용량과 관련이 없었다.
.357의 초기 개발에 대한 많은 공로는 사냥꾼이자 실험가인 엘머 키스에게 돌아간다. 키스의 .38 스페셜을 점차 높은 압력 수준으로 장전하는 초기 작업은 스미스 & 웨슨 .38-44 "헤비 듀티" 및 "아웃도어스맨"과 같이 무겁고 표적 사격 지향적인 리볼버가 있었기 때문에 가능했다. 이들은 .44 구경 프레임에 제작된 .38 구경 리볼버였다. .38-44 HV 탄은 표준 .38 스페셜 탄약보다 훨씬 높은 속도로 장전된 .38 스페셜 탄약을 사용했다. .38-44 리볼버는 .44 스페셜 크기의 총을 사용하여 .357 구경 총알 (실제 .38 스페셜의 총알 지름)을 수용하도록 총열을 뚫고, .3801–.3809-인치-직경 (9.65–9.67 mm) 탄약 ("38 스페셜"이라는 이름이 유래된 곳)을 수용하도록 실린더를 뚫어 만들어졌다. 프레임, 실린더, 총열이 표준 .38 스페셜 부품보다 훨씬 강했기 때문에 훨씬 높은 압력을 견딜 수 있었다. .38-44 HV 탄은 더 이상 사용되지 않지만, 대부분의 경우 나중에 출시된 .357 매그넘과 동등했으며, 이는 표준 .38 스페셜의 두 배 이상의 압력에서 작동한다.
.357 매그넘은 초기 탄약들이 제기했던 안전 문제를 해결한다. 탄약의 길이를 약 1⁄8 인치 (3.2 mm) 늘려 고압의 .357 탄약이 더 짧고 저압의 .38 스페셜용으로 설계된 화기에 장전되는 것을 방지한다. 엘머 키스는 키스 스타일 탄두를 개발하여 탄약통 외부의 탄두 질량을 늘리면서 탄약통 내부의 화약 공간을 더 확보했다. 키스 탄두는 큰 평탄한 메플랫을 사용하여 빠른 에너지 전달을 통해 살상력을 향상시켰다. 이 탄두 디자인은 할로우 포인트처럼 변형되지 않기 때문에 더 큰 관통력을 얻는다. 키스 탄두의 이러한 특성은 사냥과 표적 사격 모두에 적합하게 만든다.
스미스 & 웨슨은 선도적인 법 집행 기관 무기 공급업체로서의 입지를 재확인하기 위해 .357 매그넘을 개발했다. 공동 설립자 다니엘 B. 웨슨의 손자인 더글러스 B. 웨슨이 스미스 & 웨슨 내에서 개발을 주도했으며, 미국 총기 협회 기술 부서 직원인 필립 B. 샤프의 상당한 기술적 지원을 받았다. 새로운 탄약은 스미스 & 웨슨의 기존 .38 스페셜 탄약에서 개발되었다. 다른 화약 장약을 사용했으며, 최종적으로 탄피 길이를 1⁄8 인치 (3.2 mm) 연장했다. 탄피 연장은 필요성보다는 안전상의 문제였다. .38 스페셜과 키스가 장전한 초기 실험용 .357 매그넘 탄약은 물리적 속성이 동일했기 때문에 실험용 .357 매그넘 탄약을 .38 스페셜 리볼버에 장전할 수 있었고, 이는 잠재적으로 재앙적인 결과를 초래할 수 있었다. 이를 해결하기 위해 스미스 & 웨슨은 탄피를 약간 연장하여 추가 압력에 대해 설계되지 않은 총에는 매그넘 파워 탄약이 장전될 수 없게 만들었다.
.357 매그넘 탄약의 총알 선택은 개발 과정에서 다양했다. 스미스 & 웨슨에서 개발하는 동안 원래의 키스 총알은 샤프 총알 형태로 약간 수정되었으며, 이 역시 키스 총알을 기반으로 했지만 키스 총알의 베어링 표면적의 5/6을 가졌다. 키스 총알은 일반적으로 더 크게 만들어져 크기를 줄이는 방식이었다. 그러나 윈체스터는 탄약 개발 중 추가 실험을 통해 샤프 총알 모양을 약간 수정하면서 전체 윤곽을 유지했다. 따라서 최종 총알 선택은 이전 총알 디자인들을 기반으로 하되 각각 약간씩 달랐다.

## 치수
.357 매그넘은 1.66 밀리리터 (26.2 그레인 H
2O)의 탄피 용량을 가지고 있다.
.357 매그넘 최대 C.I.P. 탄약 치수. 모든 크기는 밀리미터 (mm) 단위
탄약은 탄피의 테두리에 헤드스페이스를 둔다. 이 탄약의 일반적인 강선 강선 회전율은 476 mm (1 in 18.74 in), 6개의 홈, 랜드 지름 = 8.79 mm, 그루브 지름 = 9.02 mm, 랜드 너비 = 2.69 mm이며 프라이머 유형은 스몰 피스톨 매그넘이다.
C.I.P. 규정에 따르면, .357 매그넘 탄약통은 최대 300 MPa (44,000 psi)의 최대 압력 Pmax 피에조 압력을 처리할 수 있다. C.I.P. 규제 국가에서는 모든 권총 탄약 조합이 소비자에게 판매를 인증하기 위해 이 최대 C.I.P. 압력의 130%에서 내구력 시험을 거쳐야 한다. 이는 C.I.P. 규제 국가의 .357 매그넘 약실 총기가 현재 390 MPa (57,000 psi) PE 피에조 압력에서 내구력 시험을 받고 있다는 의미이다.

## 성능

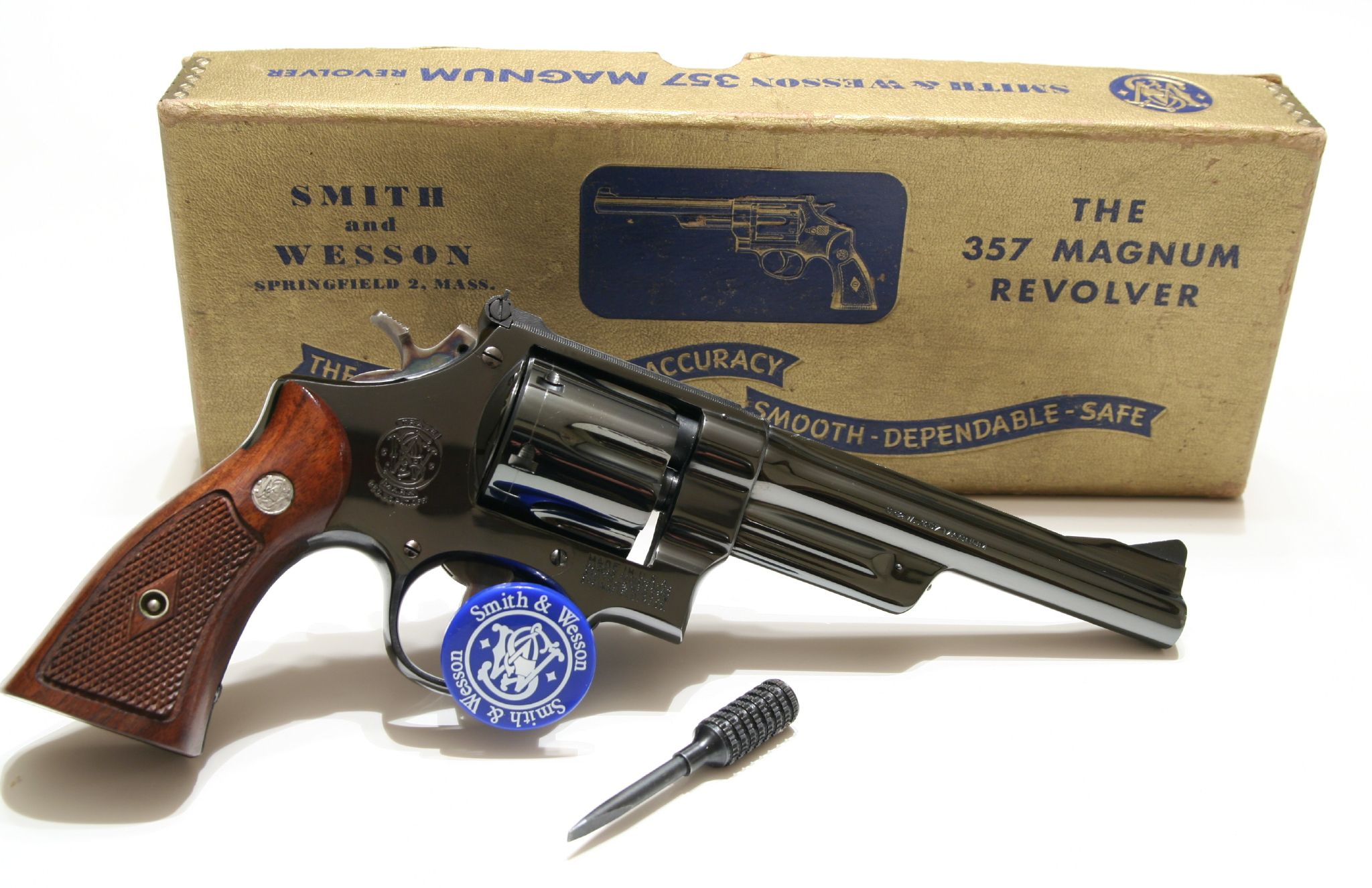
1935년에 출시된 대형 프레임 스미스 & 웨슨 모델 27은 .357 매그넘 탄약을 사용하는 최초의 리볼버였다.

이 탄약은 많은 사람들에게 훌륭한 사냥, 메탈릭 실루엣, 그리고 자기방어 탄으로 평가받는다. 적절한 장전으로 곰과 유제류와 같은 크거나 위험한 사냥감에도 효과적일 수 있다. .357 매그넘은 더 큰 매그넘 리볼버 장전량보다 에너지는 적지만, 직경이 작고 고속으로 인해 탁월한 관통력을 제공한다. 이는 훌륭한 소형 및 중형 사냥감 탄약이며, 유능한 사수가 적절한 장전량을 사용한다면 합리적인 거리에서 사슴을 사냥하기에 충분하다. 추가 비교를 위해, .357 매그넘은 100 야드 (91 m)에서 그 원본 탄피(.38 스페셜)가 총구에서 가지는 속도보다 더 높은 속도를 가진다. .357 매그넘의 사냥감에 대한 효과는 .45 콜트와 유사하지만, 더 높은 속도로 인해 훨씬 더 평탄한 탄도를 보인다. 자기방어, 플링킹, 사냥 또는 표적 사격에 성공적으로 사용되어 왔다.
원래 .357 매그넘 장전은 158 gr (10.2 g) 총알에 광고된 총구 속도 1,525 ft/s (465 m/s), 총구 에너지 816 ft·lbf (1,106 J)이었다. (총구 속도는 8.75 in (222 mm)의 상당히 긴 총열을 가진 대형 프레임 리볼버를 사용하여 측정되었다.) 오늘날의 SAAMI 적합 장전은 1930년대 중반의 원래 장전에 비해 상당히 온화하다. 오늘날의 C.I.P. 적합 장전은 1930년대 중반의 원래 장전을 재현할 수 있다. 더 짧은 7 in (178 mm) 총열을 가진 리볼버를 사용할 때, 오늘날의 C.I.P. 적합 최대 장전은 158 gr (10.2 g) 총알로 1,502 ft/s (458 m/s)의 총구 속도에 도달할 수 있다.
권총 탄약의 경우, C.I.P. 준수 최대 장전에서 볼트 추진력이 상당하며 무기 설계에 중요한 요소이다. 볼트 추진력이 클수록 잠금 메커니즘은 이를 견디기 위해 더 강해야 한다.
.357 매그넘 약실에 장전된 리볼버는 더 짧고 덜 강력한 .38 스페셜 탄약을 장전하고 발사할 수 있다는 상당한 장점이 있다. .357 매그넘에 비해 .38 스페셜은 비용, 반동, 소음, 총구 화염이 더 낮다. .38 스페셜을 발사할 수 있는 능력은 .357 리볼버를 완전한 위력의 .357 매그넘 장전에 아직 익숙하지 않지만 훈련을 위해 두 번째 저위력 총을 구매하는 비용을 원하지 않는 초보 사수에게 이상적인 총으로 만든다. 그러나 .38 스페셜 탄약은 일반적으로 .357 매그넘 반자동 권총이나 소총에는 사용되어서는 안 된다. 그러한 총기는 .357 매그넘 탄약을 발사할 때 발생하는 더 큰 반동이 제대로 작동하는 데 필요하기 때문이다.
.357 매그넘은 또한 아메리칸 올드 웨스트 레버액션과 같은 짧고 가벼운 소총에서 "이중 사용" 탄약으로 인기를 얻었다. 소총에서 총알은 약 1,800 피트 매 초 (550 m/s)의 속도로 총열을 빠져나가 .30 카빈이나 .32-20 윈체스터보다 훨씬 다재다능하다. 1930년대에는 강철 자동차 문과 방탄복에 매우 효과적인 것으로 밝혀졌으며, 금속 관통 탄약은 한때 미국에서 고속도로 순찰대, 주 경찰, 보안관 및 기타 경찰 기관에서 인기가 있었다. .357 매그넘 리볼버는 경찰용으로는 현대적인 고용량 반자동 권총으로 대부분 대체되었지만, 예비 총기 사용과 야외 활동가, 경비원 및 민간인의 사냥, 메탈릭 실루엣, 표적 사격, 자기방어용으로 여전히 매우 인기가 있다. 9mm 윈체스터 매그넘(9×29mm로도 알려짐)은 반자동 권총에서 .357 매그넘의 성능을 재현하기 위해 개발되었으며, .357 SIG 탄약도 마찬가지이다.
아래 표에는 여러 .357 매그넘 탄약에 대한 몇 가지 일반적인 성능 매개변수가 나와 있다. 총알 무게는 100 to 200 그레인 (6.5 to 13.0 g) 범위가 일반적이다. 125 그레인 (8.1 g) 재킷 할로우 포인트 탄약은 자기방어용으로 인기가 많으며, 더 무거운 탄약은 일반적으로 사냥에 사용된다. 탄약은 일반적으로 400에서 800풋-파운드 포스(542에서 1,085줄)의 에너지를 가지며, 원하는 용도와 위험 평가에 따라 다양한 응용 분야에 맞춰 선택할 수 있다.
| 제조업체          | 장전                      | 질량            | 속도                   | 에너지               | 팽창              | 관통                | PC                   | TSC                             |
| ----------------- | ------------------------- | --------------- | ---------------------- | -------------------- | ----------------- | ------------------- | -------------------- | ------------------------------- |
| American          | Quik-Shok JHP             | 125 gr (8.1 g)  | 1,409 ft/s (429.5 m/s) | 551 ft·lbf (747.1 J) | 조각              | 9.0 in (228.6 mm)   | 2.7 cu in (44.2 cm3) | 47.5 cu in (778.4 cm3)          |
| ATOMIC Ammunition | Bonded match hollow point | 158 gr (10.2 g) | 1,350 ft/s (411.5 m/s) | 640 ft·lbf (867.7 J) | 0.71 in (18.0 mm) | 15 in (381.0 mm)    | X                    | X                               |
| Double Tap        | Gold Dot JHP              | 125 gr (8.1 g)  | 1,600 ft/s (487.7 m/s) | 711 ft·lbf (964.0 J) | 0.69 in (17.5 mm) | 12.75 in (323.8 mm) | 4.8 cu in (78.7 cm3) | 69.3 cu in (1,135.6 cm3) (예상) |
| Federal           | Classic JHP               | 125 gr (8.1 g)  | 1,450 ft/s (442.0 m/s) | 584 ft·lbf (791.8 J) | 0.65 in (16.5 mm) | 12.0 in (304.8 mm)  | 4.0 cu in (65.5 cm3) | 79.8 cu in (1,307.7 cm3)        |
| Remington         | Golden Saber JHP          | 125 gr (8.1 g)  | 1,220 ft/s (371.9 m/s) | 413 ft·lbf (560.0 J) | 0.60 in (15.2 mm) | 13.0 in (330.2 mm)  | 3.7 cu in (60.6 cm3) | 30.4 cu in (498.2 cm3)          |
| Remington         | 세미와드커터              | 158 gr (10.2 g) | 1,235 ft/s (376.4 m/s) | 535 ft·lbf (725.4 J) | 0.36 in (9.1 mm)  | 27.5 in (698.5 mm)  | 2.8 cu in (45.9 cm3) | 12.9 cu in (211.4 cm3)          |
| Winchester        | Silvertip JHP             | 145 gr (9.4 g)  | 1,290 ft/s (393.2 m/s) | 536 ft·lbf (726.7 J) | 0.65 in (16.5 mm) | 14.3 in (363.2 mm)  | 4.7 cu in (77.0 cm3) | 33.7 cu in (552.2 cm3)          |

범례:
팽창 – 팽창된 총알 지름 (탄도 젤라틴) 관통 – 관통 깊이 (탄도 젤라틴)
PC – 영구 공동 부피 (탄도 젤라틴, FBI 방식) TSC – 일시적 팽창 공동 부피 (탄도 젤라틴)

## 비교

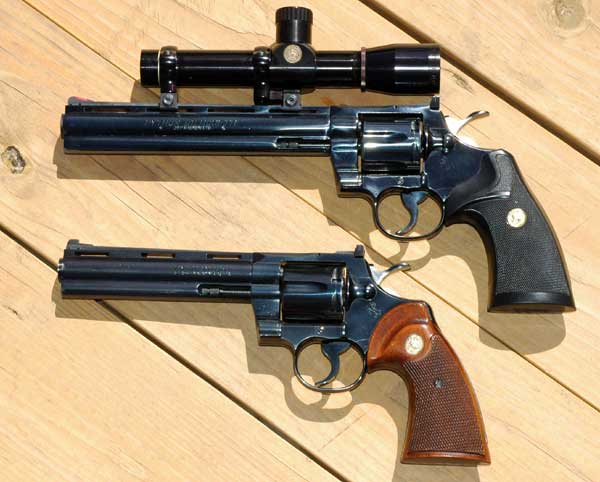
8인치와 6인치 총열의 콜트 파이선

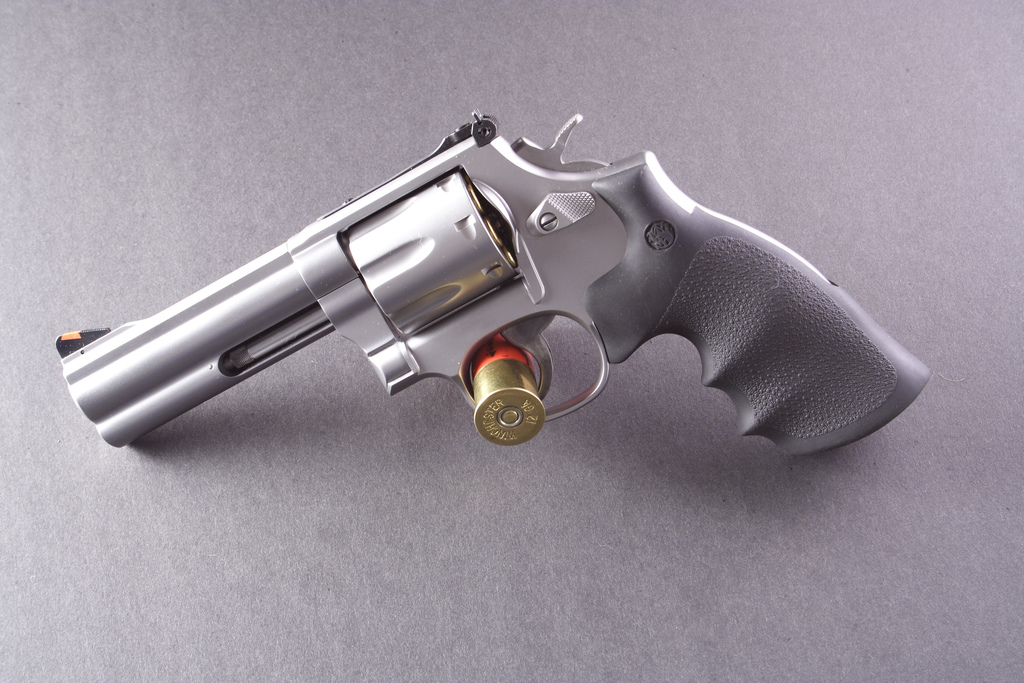
스미스 & 웨슨 모델 686

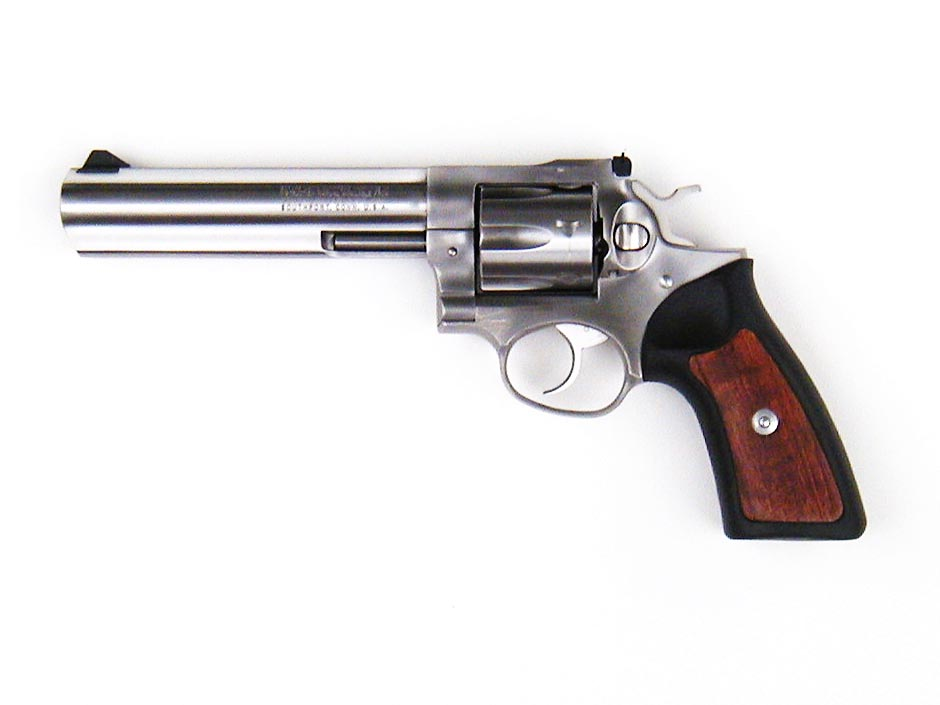
루거 GP100 (모드. KGP-161)

정확도 면에서 .357 매그넘은 벤치마크인 .38 스페셜 와드커터 탄약과 최소한 동일한 정밀 사격 잠재력을 가지고 있다. 실제로 좋은 .357 매그넘 리볼버는 .38 스페셜 와드커터 탄약을 좋은 결과로 발사할 것이다. 이러한 정확성과 위력, 그리고 더 저렴하고 부드러운 .38 스페셜 탄약을 사용할 수 있는 다재다능함 때문에 .357 매그넘 리볼버는 20-야드 (18 m) 정밀 사격부터 장거리 낙하판 경기까지 다양한 분야에 탁월한 총이다. 탄약 수제 장전을 고려하는 사람들에게 경제적이고 지속적으로 좋은 성능을 보여주기 때문에 훌륭한 탄약이다.
.357 매그넘은 이전의 .38 스페셜에서 개발되었다. 이는 .38 스페셜이 1898년에 도입되었고 원래 흑색화약을 사용하도록 설계되었기 때문에 가능했다. 흑색화약은 훨씬 더 효율적인 무연 화약과 동일한 총알로 동일한 속도를 내기 위해 부피당 2~5배 많은 화약을 필요로 한다. 따라서 .38 스페셜은 상대적으로 큰 탄피 용량을 가지며, 더 낮은 압력(121 MPa (17,500 psi) Pmax 피에조 압력)에 적합하다. 9mm 파라벨룸은 1902년에 도입되었고 원래 무연 화약을 사용하도록 설계되었으며, 더 높은 압력(235 MPa (34,100 psi) Pmax 피에조 압력)에 적합하다. 따라서 탄피 용량이 절반도 되지 않음에도 불구하고 .38보다 훨씬 더 많은 에너지를 생산한다. 많은 .38 스페셜 장전은 동일한 화약을 비슷한 장전량으로 사용하지만, 탄피가 훨씬 크기 때문에 빨리 연소하는 화약이 사용된 경량 표적 장전은 탄피를 1/8 정도만 채울 수도 있다. 느리게 연소하는 화약으로 탄피를 채우면 훨씬 더 많은 위력을 내지만, 훨씬 더 많은 압력도 발생한다. 이는 .38 스페셜에 장전된 구형의 작은 프레임 리볼버에는 너무 많은 압력이다. 이러한 고압, 고위력 장전을 수용하기 위해 더 긴 .357 매그넘과 이를 다루도록 설계된 더 강력한 리볼버가 개발되었다.
1994년에 개발된 .357 SIG는 의도된 목적을 강조하기 위해 "357"이라는 이름이 붙여졌다. 이는 4-인치-총열 (100 mm) 리볼버에서 발사되는 125-그레인 (8.1 g) .357 매그넘 장전의 성능을 반자동 권총에 사용하도록 설계된 탄약으로 재현하는 것이다.

## 같이 보기
- .357 AMP
- .357 레밍턴 맥시멈
- .357 슈퍼매그
- 9×25mm 마우저
- 9×30mm 그롬, 9x29mm – 유사한 림리스 탄약
- 쿠난 암스
- 권총 및 소총 탄약 일람